# Tin
tin – czytnik grup dyskusyjnych, czyli program służący do czytania i pisania wiadomości w Usenecie. Pracuje pod kontrolą systemów uniksowych, takich jak Linux, BSD, SunOS, Solaris. Ponadto na serwerze tina można znaleźć wersje dla systemu Microsoft Windows, jednak są one stare. Tina można bez problemu uruchomić pod Windowsem za pomocą Cygwina z pełną obsługą polskich znaków.
Ma interfejs tekstowy. Został napisany w C. Jest wolnym oprogramowaniem, zatem można go nieodpłatnie używać i modyfikować.